# نبل الخطیب
نبل الخطیب (به عربی: نبل الخطیب) یک روستا در سوریه است که در ناحیه شطحه واقع شده‌است. نبل الخطیب ۲٬۳۸۱ نفر جمعیت دارد.